# NK Vodice Šempas
NK Vodice Šempas je Slovenski nogometni klub iz kraja Šempas, iz Občine Nova Gorica. Njegovo domače igrišče je Nogometno igrišče Šempas.

## Zgodovina
Klub je nastal leta 1972 pod SFR Jugoslavijo. Že nekaj let po nastanku je dosegel prvo mesto Primorske nogometne lige (EPNL) in igral v 2 slovenski republiški ligi (2. RSL). v sezono 1988/89 so zaradi finančnih težav izpadli nazaj v EPNL. V 2. RSL so se ponovno uvrstili leta 1991 ko so zmagali v EPNL.
Prvo sezono pod novo nastalo Republiko Slovenijo so igrali v 2. SNL Zahod. Iz 2.SNL so izpadli zaradi reorganizacije 2. SNL v enotno ligo in posledično nastanek 3. SNL. Klub je med letoma 1992 in 1995 odigrala tri sezone v 3. SNL Zahod, nato je sledil izpad v EPNL. V EPNL je klub odigral sezoni 1995/96 in 1996/97. Klub v sezoni 1997/98 ni igral v članski ligi.

## Dosežki
| Ime tekmovanja | Št. zmag | Sezona           |
| -------------- | -------- | ---------------- |
| EPNL           | 2        | 1974/75, 1990/91 |